# Aristolochia cauliflora
Aristolochia cauliflora är en piprankeväxtart som beskrevs av Ernst Heinrich Georg Ule. Aristolochia cauliflora ingår i släktet piprankor, och familjen piprankeväxter. Inga underarter finns listade i Catalogue of Life.